# Funkschnittstelle
Der Begriff Funkschnittstelle, auch Luftschnittstelle genannt, bezeichnet die Übertragung von Daten mittels elektromagnetischer Wellen, also scheinbar durch das Medium „Luft“. Tatsächlich breiten sich diese Wellen auch im Vakuum aus. Im Englischen wird over-the-air (OTA) als Synonym für „wireless“ (zu Deutsch: kabellos) verwendet. Dies ist nicht zu verwechseln mit einem sogenannten Over-the-Air-Update. Die „Luftschnittstelle“ ist insbesondere dadurch gekennzeichnet, dass eine Funk- (oder Infrarot-) Übertragung stattfindet.

## Anwendungsgebiete
Übertragungsverfahren, die nicht medium-gebunden sind, sind unter anderem:
- RFID
- WLAN
- Mobilfunk, also GSM, UMTS, LTE und 5G (Hierbei fungieren GERAN, UTRAN, E-UTRAN bzw. 5G New Radio (NR) als Luftschnittstelle)
- Bluetooth
- WiMAX
- Rundfunk (insbesondere Antennen- und Satellitenfernsehen sowie Hörfunk)
- IrDA